# Elecciones presidenciales de Estados Unidos de 2024 en Kentucky
Las elecciones presidenciales de Estados Unidos de 2024 en Kentucky se llevaron a cabo el 5 de noviembre de 2024, como parte de las elecciones presidenciales de Estados Unidos de 2024. Los votantes de Kentucky eligieron a los ocho electores que los representarían en el Colegio Electoral mediante votación popular.
Kentucky es un estado sureño que pertenece por completo al Cinturón Bíblico. Los republicanos han ganado en este estado por dos dígitos desde el año 2000, por lo tanto, se esperaba que Kentucky continuara con su racha republicana en 2024.
Finalmente, Trump obtuvo el 64,6% de los votos, y su margen de victoria de 30,7 puntos fueron los mejores de cualquier republicano en la historia del estado.

## Resultados

### Generales
| Partido       | Partido       | Candidato                        | Votos | %   |
| ------------- | ------------- | -------------------------------- | ----- | --- |
|               | Republicano   | Donald Trump                     |       |     |
|               | Demócrata     | Kamala Harris                    |       |     |
|               | Libertario    | Chase Oliver                     |       |     |
|               | Kentucky      | Jill Stein                       |       |     |
|               | Independiente | Shiva Ayyadurai                  |       |     |
|               | Independiente | Robert F. Kennedy Jr. (retirado) |       |     |
| Escritos      |               |                                  |       |     |
|               |               |                                  |       |     |
| Total         | Total         | Total                            |       | 100 |
| Participación |               |                                  |       |     |
| Registrados   |               |                                  |       |     |
|               |               |                                  |       |     |
| Fuente:       |               |                                  |       |     |

### Por condado
|              | Trump Republicano | Trump Republicano | Harris Demócrata | Harris Demócrata | Total       | Margen | Margen |
| Condado      | Votos             | %                 | Votos            | %                | Total       | Votos  | %      |
| ------------ | ----------------- | ----------------- | ---------------- | ---------------- | ----------- | ------ | ------ |
| Adair        |                   |                   |                  |                  | En curso... |        |        |
| Allen        |                   |                   |                  |                  | En curso... |        |        |
| Anderson     |                   |                   |                  |                  | En curso... |        |        |
| Ballard      |                   |                   |                  |                  | En curso... |        |        |
| Barren       |                   |                   |                  |                  | En curso... |        |        |
| Bath         |                   |                   |                  |                  | En curso... |        |        |
| Bell         |                   |                   |                  |                  | En curso... |        |        |
| Boone        |                   |                   |                  |                  | En curso... |        |        |
| Bourbon      |                   |                   |                  |                  | En curso... |        |        |
| Boyd         |                   |                   |                  |                  | En curso... |        |        |
| Boyle        |                   |                   |                  |                  | En curso... |        |        |
| Bracken      |                   |                   |                  |                  | En curso... |        |        |
| Breathitt    |                   |                   |                  |                  | En curso... |        |        |
| Breckinridge |                   |                   |                  |                  | En curso... |        |        |
| Bullitt      |                   |                   |                  |                  | En curso... |        |        |
| Butler       |                   |                   |                  |                  | En curso... |        |        |
| Caldwell     |                   |                   |                  |                  | En curso... |        |        |
| Calloway     |                   |                   |                  |                  | En curso... |        |        |
| Campbell     |                   |                   |                  |                  | En curso... |        |        |
| Carlisle     |                   |                   |                  |                  | En curso... |        |        |
| Carroll      |                   |                   |                  |                  | En curso... |        |        |
| Carter       |                   |                   |                  |                  | En curso... |        |        |
| Casey        |                   |                   |                  |                  | En curso... |        |        |
| Christian    |                   |                   |                  |                  | En curso... |        |        |
| Clark        |                   |                   |                  |                  | En curso... |        |        |
| Clay         |                   |                   |                  |                  | En curso... |        |        |
| Clinton      |                   |                   |                  |                  | En curso... |        |        |
| Crittenden   |                   |                   |                  |                  | En curso... |        |        |
| Cumberland   |                   |                   |                  |                  | En curso... |        |        |
| Daviess      |                   |                   |                  |                  | En curso... |        |        |
| Edmonson     |                   |                   |                  |                  | En curso... |        |        |
| Elliott      |                   |                   |                  |                  | En curso... |        |        |
| Estill       |                   |                   |                  |                  | En curso... |        |        |
| Fayette      |                   |                   |                  |                  | En curso... |        |        |
| Fleming      |                   |                   |                  |                  | En curso... |        |        |
| Floyd        |                   |                   |                  |                  | En curso... |        |        |
| Franklin     |                   |                   |                  |                  | En curso... |        |        |
| Fulton       |                   |                   |                  |                  | En curso... |        |        |
| Gallatin     |                   |                   |                  |                  | En curso... |        |        |
| Garrard      |                   |                   |                  |                  | En curso... |        |        |
| Grant        |                   |                   |                  |                  | En curso... |        |        |
| Graves       |                   |                   |                  |                  | En curso... |        |        |
| Grayson      |                   |                   |                  |                  | En curso... |        |        |
| Green        |                   |                   |                  |                  | En curso... |        |        |
| Greenup      |                   |                   |                  |                  | En curso... |        |        |
| Hancock      |                   |                   |                  |                  | En curso... |        |        |
| Hardin       |                   |                   |                  |                  | En curso... |        |        |
| Harlan       |                   |                   |                  |                  | En curso... |        |        |
| Harrison     |                   |                   |                  |                  | En curso... |        |        |
| Hart         |                   |                   |                  |                  | En curso... |        |        |
| Henderson    |                   |                   |                  |                  | En curso... |        |        |
| Henry        |                   |                   |                  |                  | En curso... |        |        |
| Hickman      |                   |                   |                  |                  | En curso... |        |        |
| Hopkins      |                   |                   |                  |                  | En curso... |        |        |
| Jackson      |                   |                   |                  |                  | En curso... |        |        |
| Jefferson    |                   |                   |                  |                  | En curso... |        |        |
| Jessamine    |                   |                   |                  |                  | En curso... |        |        |
| Johnson      |                   |                   |                  |                  | En curso... |        |        |
| Kenton       |                   |                   |                  |                  | En curso... |        |        |
| Knott        |                   |                   |                  |                  | En curso... |        |        |
| Knox         |                   |                   |                  |                  | En curso... |        |        |
| LaRue        |                   |                   |                  |                  | En curso... |        |        |
| Laurel       |                   |                   |                  |                  | En curso... |        |        |
| Lawrence     |                   |                   |                  |                  | En curso... |        |        |
| Lee          |                   |                   |                  |                  | En curso... |        |        |
| Leslie       |                   |                   |                  |                  | En curso... |        |        |
| Letcher      |                   |                   |                  |                  | En curso... |        |        |
| Lewis        |                   |                   |                  |                  | En curso... |        |        |
| Lincoln      |                   |                   |                  |                  | En curso... |        |        |
| Livingston   |                   |                   |                  |                  | En curso... |        |        |
| Logan        |                   |                   |                  |                  | En curso... |        |        |
| Lyon         |                   |                   |                  |                  | En curso... |        |        |
| McCracken    |                   |                   |                  |                  | En curso... |        |        |
| McCreary     |                   |                   |                  |                  | En curso... |        |        |
| McLean       |                   |                   |                  |                  | En curso... |        |        |
| Madison      |                   |                   |                  |                  | En curso... |        |        |
| Magoffin     |                   |                   |                  |                  | En curso... |        |        |
| Marion       |                   |                   |                  |                  | En curso... |        |        |
| Marshall     |                   |                   |                  |                  | En curso... |        |        |
| Martin       |                   |                   |                  |                  | En curso... |        |        |
| Mason        |                   |                   |                  |                  | En curso... |        |        |
| Meade        |                   |                   |                  |                  | En curso... |        |        |
| Menifee      |                   |                   |                  |                  | En curso... |        |        |
| Mercer       |                   |                   |                  |                  | En curso... |        |        |
| Metcalfe     |                   |                   |                  |                  | En curso... |        |        |
| Monroe       |                   |                   |                  |                  | En curso... |        |        |
| Montgomery   |                   |                   |                  |                  | En curso... |        |        |
| Morgan       |                   |                   |                  |                  | En curso... |        |        |
| Muhlenberg   |                   |                   |                  |                  | En curso... |        |        |
| Nelson       |                   |                   |                  |                  | En curso... |        |        |
| Nicholas     |                   |                   |                  |                  | En curso... |        |        |
| Ohio         |                   |                   |                  |                  | En curso... |        |        |
| Oldham       |                   |                   |                  |                  | En curso... |        |        |
| Owen         |                   |                   |                  |                  | En curso... |        |        |
| Owsley       |                   |                   |                  |                  | En curso... |        |        |
| Pendleton    |                   |                   |                  |                  | En curso... |        |        |
| Perry        |                   |                   |                  |                  | En curso... |        |        |
| Pike         |                   |                   |                  |                  | En curso... |        |        |
| Powell       |                   |                   |                  |                  | En curso... |        |        |
| Pulaski      |                   |                   |                  |                  | En curso... |        |        |
| Robertson    |                   |                   |                  |                  | En curso... |        |        |
| Rockcastle   |                   |                   |                  |                  | En curso... |        |        |
| Rowan        |                   |                   |                  |                  | En curso... |        |        |
| Russell      |                   |                   |                  |                  | En curso... |        |        |
| Scott        |                   |                   |                  |                  | En curso... |        |        |
| Shelby       |                   |                   |                  |                  | En curso... |        |        |
| Simpson      |                   |                   |                  |                  | En curso... |        |        |
| Spencer      |                   |                   |                  |                  | En curso... |        |        |
| Taylor       |                   |                   |                  |                  | En curso... |        |        |
| Todd         |                   |                   |                  |                  | En curso... |        |        |
| Trigg        |                   |                   |                  |                  | En curso... |        |        |
| Trimble      |                   |                   |                  |                  | En curso... |        |        |
| Union        |                   |                   |                  |                  | En curso... |        |        |
| Warren       |                   |                   |                  |                  | En curso... |        |        |
| Washington   |                   |                   |                  |                  | En curso... |        |        |
| Wayne        |                   |                   |                  |                  | En curso... |        |        |
| Webster      |                   |                   |                  |                  | En curso... |        |        |
| Whitley      |                   |                   |                  |                  | En curso... |        |        |
| Wolfe        |                   |                   |                  |                  | En curso... |        |        |
| Woodford     |                   |                   |                  |                  | En curso... |        |        |